# Macrofyl
Een macrofyl (ook wel: megafyl) is een bladvormige structuur bij Embryophyta dat volgens de teloomtheorie gezien wordt als afgeleid van vergroeide, en afgeplatte assenstelsels (stengels). 
De vaatbundels van de stengels, de steles of centrale cilinders, vertonen op de plaats waar de macrofyllen aftakken en opening of venster. Macrofyllen zijn dus bladen met vertakte nerven. Macrofyllen komen voor bij varens en bij zaadplanten.
Macrofyllen staan tegenover microfyllen, die waarschijnlijk in de evolutie niet ontstaan uit assenstelsels, maar uit enaties, uitgroeisels van de stengel, die in de loop van de evolutie voorzien zijn van vaatbundels. De nerven van microfyllen zijn niet vertakt. Microfyllen kunnen tot enkele tientallen cm lang worden. De steles vertonen op de plaats waar de microfyllen aftakken geen opening of venster.